# Etambutol
Etambutolul este un antibiotic tuberculostatic, fiind utilizat în special în tratamentul tuberculozei și al infecțiilor cu Mycobacterium avium complex. Calea de administrare disponibilă este cea orală. Este asociat în terapie cu alte tuberculostatice, precum izoniazida, rifampicina și pirazinamida.
Se află pe lista medicamentelor esențiale ale Organizației Mondiale a Sănătății.